# Spærreværdi
En såkaldt spærreværdi (tysk: Sperrwert) var siden 1955 i DDR et særfrimærke, der generelt var gyldigt til postforsendelser, men hvis forholdsvis lille oplag ikke stod i forhold til de postale behov. Oplaget blev derimod fastlagt i forhold til den handelspolitiske efterspørgsel fra udlandet, og postale kunder kunne hovedsagelig kun anskaffe disse ved brug af et såkaldt samlerbevis. Begrebet spærreværdi blev brugt i daglig tale, også i sprogbrug ved kundekontakt, men blev ikke brugt i det officielle postale og filatelistiske sprogbrug. Der talte man først om såkaldte "bundne værdier" og senere om "værdier i mindre oplag".